# Новоукраїнська сільська рада (Чорнобаївський район)
Новоукраї́нська сільська́ ра́да — адміністративно-територіальна одиниця та орган місцевого самоврядування в Чорнобаївському районі Черкаської області. Адміністративний центр — село Новоукраїнка.

## Загальні відомості
- Населення ради: 844 особи (станом на 2001 рік)

## Населені пункти
Сільській раді підпорядковані населені пункти:
- с. Новоукраїнка

## Склад ради
Рада складається з 14 депутатів та голови.
- Голова ради: Вольвач Анатолій Григорович
- Секретар ради: Яковенко Валентина Іванівна

### Керівний склад попередніх скликань
| Прізвище, ім'я, по батькові   | Основні відомості                                                             | Дата обрання | Дата звільнення |
| ----------------------------- | ----------------------------------------------------------------------------- | ------------ | --------------- |
| Волосян Володимир Миколайович | Сільський голова, 1972 року народження, безпартійний                          | 26.03.2006   | 05.02.2009      |
| Вольвач Анатолій Григорович   | Сільський голова, 1969 року народження, освіта вища, член партії Єдиний Центр | 24.05.2009   | 31.10.2010      |
| Вольвач Анатолій Григорович   | Сільський голова, 1969 року народження, освіта вища, член Партії регіонів     | 31.10.2010   |                 |

Примітка: таблиця складена за даними сайту Верховної Ради України

### Депутати
За результатами місцевих виборів 2010 року депутатами ради стали:

#### За суб'єктами висування
| Суб'єкт висування | Кількість обраних депутатів | %    |
| ----------------- | --------------------------- | ---- |
| Партія регіонів   | 12                          | 85,7 |
| Самовисування     | 2                           | 14,3 |

#### За округами
| № округу        | Прізвище, ім'я, по батькові    | Дата визнання обраним | Освіта             | Партійна приналежність | Відомості про обраного депутата        |
| --------------- | ------------------------------ | --------------------- | ------------------ | ---------------------- | -------------------------------------- |
| Партія регіонів |                                |                       |                    |                        |                                        |
| 1               | Полатайло Ніна Борисівна       | 02.11.2010            | вища               | член Партії регіонів   | пенсіонер                              |
| 2               | Несен Анатолій Борисович       | 02.11.2010            | середня спеціальна | член Партії регіонів   | СТОВ «Україна», слюсар                 |
| 3               | Тарасенко Лідія Петрівна       | 29.07.2013            | середня            | член Партії регіонів   | пенсіонер                              |
| 4               | Мигаль Любов Василівна         | 02.11.2010            | середня            | член Партії регіонів   | СТОВ «Україна», доярка                 |
| 5               | Цапля Валентина Андріївна      | 02.11.2010            | середня спеціальна | член Партії регіонів   | Новоукраїнський НВК, кухар             |
| 6               | Онищенко Тамара Пилипівна      | 02.11.2010            | вища               | член Партії регіонів   | Новоукраїнський НВК, вчитель           |
| 7               | Артемова Любов Дмитрівна       | 02.11.2010            | вища               | член Партії регіонів   | Новоукраїнський НВК, вчитель           |
| 8               | Стельмашенко Любов Василівна   | 02.11.2010            | середня спеціальна | член Партії регіонів   | СТОВ «Україна», тваринник              |
| 11              | Депутат Юрій Михайлович        | 02.11.2010            | середня спеціальна | член Партії регіонів   | СТОВ «Україна», тракторист             |
| 12              | Бортник Геннадій Юрійович      | 02.11.2010            | вища               | член Партії регіонів   | СТОВ «Україна», головний ветлікар      |
| 13              | Грінько Володимир Павлович     | 02.11.2010            | середня            | член Партії регіонів   | СТОВ «Україна», шофер                  |
| 14              | Яковенко Валентина Іванівна    | 02.11.2010            | середня спеціальна | член Партії регіонів   | Новоукраїнська сільська рада, секретар |
| Самовисування   |                                |                       |                    |                        |                                        |
| 9               | Толочний Володимир Миколайович | 02.11.2010            | середня            | позапартійний          | СТОВ «Україна», сторож                 |
| 10              | Лесечко Ніна Василівна         | 02.11.2010            | вища               | позапартійна           | Новоукраїнський НВК, вчитель           |